# Morimus verecundus
Morimus verecundus es una especie de escarabajo longicornio perteneciente al género Morimus, categorizada en la tribu Lamiini, de la subfamilia Lamiinae. Fue descrita por Faldermann en 1836.
El período de actividad en los ejemplares adultos se presenta entre los meses de abril y agosto.

## Descripción
Mide 15-38 mm de longitud.

## Distribución
Se distribuye por en Armenia, Azerbaiyán, Georgia, Irán, Rusia, Turkmenistán, Turquía y Ucrania.